# Дискографија Кели Кларксон
Америчка певачица Кели Кларксон издала је осам студијских албума, четири ЕП-а, један компилацијских албум, један ремиксован албум и четридесет и два сингла. Године 2002. освојила је награду на такмичењу Амерички идол и одмах након тога потписала уговор са издавачком кућом RCA Records. Током септембра 2002. године објавила је дупли синлг Before Your Love / A Moment Like This, који се нашао на првом месту америчке листе Билборд хот 100.
Њен деби албум Thankful објављен је 15. априла 2003. године и нашао се на првом месту листе Билборд 200 и добио сертификат у четири земљи, укључујући двоструки платинумски сертификат од стране Америчког удружења дискографских кућа. Водећи албумски сингл Miss Independent био је на првој позицији листа девет земаља, а на 9. месту листе Билборд хот 100. На албуму су се нашли и синглови Low и The Trouble with Love Is.
Други студијски албум под називом Breakaway, објављен је 30. ноцембра 2004. године. Breakaway се нашао на трећем месту листе Билборд 200, а добио је и сетифитикат у Сједињеним Државама. Албум је продат у 12 милиона примерека у свету, а на њему су се нашла четири сингла — Breakaway, Since U Been Gone, Behind These Hazel Eyes, и Because of You, који су се нашли у првих десет песама у многим земљама, а на врху листе у Холандији и Швајцарској. Последњи албумски сингл Walk Away био је међу двадесет најбољих песама на листама многих земаља. Албум је освојио 2 греми награде на додели награда 2006. године, једну у категорији најбољи поп - вокални албум а другу у категорији најбољи женски поп - вокални перформанс за хит песму Since U Been Gone.
Трећи студијски албум под називом My December, објављен је 22. јуна 2007. године. Албуму је додељен платинумски сертификат од стране Америчког удружења дискографских кућа, али он није успео да стекне комецијални успех као претходни албуми Кларксонове. а разлику од претходног албума, песме на овом албуму су биле мрачније и више рок звука Након објављивања, албум је дебитовао на 2. месту америчке топ-листе албума, топ-листе албума у Уједињеном Краљевству и топ-листе албума у Канади. На аустралијској топ-листи је дебитовао на месту бр. 4. У САД и у Канади је продат у платинастом тиражу, а у Аустралији у златном тиражу. Продат је у 2,5 милиона примерака у целом свету. Главни албумски сингл Never Again био је међу десет најбољих песама у четири земље, укључујући и Сједињене Државе. На албуму се нашла још три сингла — Sober, One Minute, и Don't Waste Your Time.
У мају 2009. године, Кларксонова је објавила четврти студијски албум под називом All I Ever Wanted. Албум је дебитовао на 1. месту америчке топ-листе албума са продатих 255.000 продатих примерака у првој недељи. Ово је њен други албум који је дебитовао на првом месту.. На месту бр. 1. остао је две недеље за редом. То је био први пут да Кларксонова има албум који је остао на месту бр. 1 више од једне недеље. Интернационално, All I Ever Wanted је дебитовао на месту бр. 2 у Аустралији са продатих 10,000 копија, у Уједињеном Краљевству је са продатих 80.000 примерака дебитовао на месту бр. 3 а у Канади је дебитовао на месту бр. 2 са продатих 10,000 копија. У целом свету је продат у око 2 милиона примерака. Албум је био номинован за Греми награду у категорији Најбољи поп-вокални албум. Албум се нашао на врховима листе у Уједињеном Краљевству, Машарској и Канади. На албуму су се нашла четири сингла, I Do Not Hook Up, Already Gone, All I Ever Wanted и Cry, а прва два била су на топ 20 најбољих песама у многим земљама.
Пети студијски албум Stronger објављен је 21. октобра 2011. године, а прва два сингла са албума Mr. Know It All и Stronger (What Doesn't Kill You) постали су међународни хитову, а нашли се на врху листе у Аустралије и Јужне Кореје. Stronger (What Doesn't Kill You) је био на првом месту листа у Пољској и Словечкој. Последњи сингл са албума Dark Side доживео је умерени комерцијални успех. Албум Stronger је до септембра 2017. године продат у 1.120.000 примерака у Сједињеним Државама и у 275.227 примерака у Уједињеном Краљевству. Награђен је платинумским сертификатом од стране Америчког удружења дискографских кућа.
Кларксонова је у новембру 2012. године објавила албум са највећим хитовима под називом Greatest Hits – Chapter One. in November 2012. На овој компилацији нашле су се три нове песме: Catch My Breath, Don't Rush и People Like Us, све издате као синглови. Компилацији је додељен златни сертификат од стране Америчког удружења дискографифских кућа.
Шести студијски албум под називом Wrapped in Red објављен је 25. октобра 2013. године за дигитално преузимање, на цд и винил формату. На албуму су се нашли синглови Underneath the Tree и Wrapped in Red, а он је награђен платинумским сертификатом у Сједињеним Државама.
Седми студијски албум Piece by Piece објављен је 27. фебруара 2015. године, а на њему су се нашли синглови Heartbeat Song, Invincible и Piece by Piece. Албум је продат у 500.000 примерака у Сједињеним Државама и у 60.000 примерака у Уједињеном Краљевству до септембра 2017. године.
 Седми студијски албум под називом Meaning of Life објављен је 27. октобра 2017. године, а на њему су се нашли синглови Love So Soft/Move You, I Don't Think About You, и Heat. 
Кларксонова је продала више од 25 милиона албума и 45 милиона синглова широм света, укључујући 14 милиона албума и 35 милиона синглова у Сједињеним Државама.

## Албуми

### Студијски албуми
| Назив             | Детаљи | Позиција | Позиција | Позиција | Позиција | Позиција | Позиција | Позиција | Позиција | Позиција | Позиција | Сертификат | Број проданих примерака                             |
| Назив             | Детаљи | САД      | АУС      | АУС 40   | КАН      | НЕМ      | ИР       | ХОЛ      | НЗ       | ШВА      | УК       | Сертификат | Број проданих примерака                             |
| ----------------- | --- | -------- | -------- | -------- | -------- | -------- | -------- | -------- | -------- | -------- | -------- | --- | --------------------------------------------------- |
| Thankful          | - Датум објављивања: 15. април 2003. - Издавачка кућа: RCA Records, 19 Recordings, S Records - Формат: касета, ЦД, дигитално преузимање | 1        | 33       | —        | 5        | —        | 46       | 83       | —        | —        | 41       | - Америчко удружење дискографских кућа: 2× Платина - Аустралијско удружење дискографских кућа: Златно - BPI: Златно - MC: Платина | - САД: 2,800,000 - УК: 155,343                      |
| Thankful          | - Датум објављивања: 30. новембар 2004. - Издавачка кућа: RCA, 19, S - Формат: касета, ЦД, ДВД, дигитално преузимање                    | 3        | 2        | 3        | 6        | 4        | 1        | 1        | 5        | 2        | 3        | - Америчко удружење дискографских кућа: 6× Платина - Аустралијско удружење дискографских кућа: 7× Платина - BPI: 5× Платина - BVMI: 3× Златно - IFPI АУС 40: Златно - IFPI ШВЕ: Платина - IRMA: 7× Платина - MC: 5× Платина - NVPI: Платина - RMNZ: 3× Платина | - Свет: 12,000,000 - САД: 6,355,000 - УК: 1,606,963 |
| My December       | - Датум објављивања: 22. јун 2007. - Издавачка кућа: RCA, 19, S                                                                         | 2        | 4        | 8        | 2        | 5        | 2        | 7        | 8        | 5        | 2        | - Америчко удружење дискографских кућа: Платина - Аустралијско удружење дискографских кућа: Златно - BPI: Златно - IRMA: Златно - MC: Платина | - САД: 858,000 - УК: 156,637                        |
| All I Ever Wanted | - Датум објављивања: 6. март 2009. - Издавачка кућа: RCA, 19, S - Формат: ДВД, ЦД, дигитално преузимање                                 | 1        | 2        | 4        | 2        | 4        | 4        | 6        | 6        | 7        | 3        | - Аустралијско удружење дискографских кућа: Платина - BPI: Златно - IRMA: Златно - MC: Платина | - САД: 1,004,000 - УК: 205,594                      |
| Stronger          | - Датум објављивања: 21. октобар 2011. - Издавачка кућа: RCA, 19 - Формат: ЦД, дигитално преузимање                                     | 2        | 3        | 20       | 4        | 14       | 8        | 16       | 6        | 12       | 5        | - Америчко удружење дискографских кућа: Платина - Аустралијско удружење дискографских кућа: Платина - BPI: Златно - MC: Платина - RMNZ: Златно | - САД: 1,129,000 - УК: 275,227                      |
| Wrapped in Red    | - Датум објављивања: 25. октобар 2013. - Издавачка кућа: RCA - Формат: винил, ЦД+ДВД, ЦД, дигитално преузимање                          | 3        | 29       | —        | 5        | —        | 64       | 71       | —        | 97       | 65       | - Америчко удружење дискографских кућа: Платина - MC: Платина | - САД: 942,000 - УК: 22,000                         |
| Piece by Piece    | - Датум објављивања: 27. фебруар 2015. - Издавачка кућа: RCA, 19 - Формат: ЦД, дигитално преузимање, винил, бокс сет                    | 1        | 5        | 27       | 4        | 30       | 8        | 18       | 12       | 29       | 6        | - Америчко удружење дискографских кућа: Златно - BPI: Сребрно | - САД: 500,000 - УК: 60,000                         |
| Meaning of Life   | - Датум објављивања: 27. октобар 2017. - Издавачка кућа: Atlantic Records - Формат: ЦД, винил дигитално преузимање                      | 2        | 6        | 27       | 4        | 32       | 18       | 35       | 21       | 19       | 11       | | - САД: 380,000 - UK: 50,000                         |

### Компилацијски албуми
| Назив                       | Детаљи | Позиција | Позиција | Позиција | Позиција | Позиција | Позиција | Позиција | Сертификат | Број проданих примерака      |
| Назив                       | Детаљи | САС      | АУС      | КАН      | ИР       | НЗ       | ШВА      | УК       | Сертификат | Број проданих примерака      |
| --------------------------- | --- | -------- | -------- | -------- | -------- | -------- | -------- | -------- | --- | ---------------------------- |
| Greatest Hits – Chapter One | - Датум објављивања: 16. новембар 2012. - Издавачка кућа: RCA, 19 - Формат: ЦД, дигитално преузимање, ЦД+ДВД | 11       | 20       | 15       | 21       | 15       | 92       | 18       | - Америчко удружење дискографских кућа: Златно - Аустралијско удружење дискографских кућа: Платина - BPI: Златно | - САД: 752,455 - УК: 249,784 |

### Ремикс албуми
| Назив                  | Детаљи                                                                                      | Позиције | Број проданих примерака |
| Назив                  | Детаљи                                                                                      | САД      | Број проданих примерака |
| ---------------------- | ------------------------------------------------------------------------------------------- | -------- | ----------------------- |
| Piece by Piece Remixed | - Датум објављивања: 4. март 2016. - Издавачка кућа: RCA, 19 - Формат: дигитално преузимање | —        | - САД: 2,000            |

## Епови
| Назив                          | Детаиљ                                                                                                   | Позиција | Број проданих примерака |
| Назив                          | Детаиљ                                                                                                   | САД      | Број проданих примерака |
| ------------------------------ | --- | -------- | ----------------------- |
| The Smoakstack Sessions        | - Датум објављивања: 24. октобар 2011. - Издавачка кућа: RCA, 19 - Формат: ЦД                            | —        |                         |
| iTunes Session                 | - Датум објављивања: 23. децембар 2011. - Издавачка кућа: RCA, 19 - Формат: дигитално преузимање         | 85       | - САД: 17,000           |
| The Smoakstack Sessions Vol. 2 | - Датум објављивања: 19. новембар 2012. - Издавачка кућа: RCA, 19 - Формат:ЦД                            | —        |                         |
| Kelly Clarkson Live            | - Датум објављивања: 9. децембар 2016. - Издавачка кућа: Atlantic Records - Формат: дигитално преузимање | —        |                         |

## Синлгови

### Као главни извођач
| Назив                                                 | Година | Позиција | Позиција | Позиција | Позиција | Позиција | Позиција | Позиција | Позиција | Позиција | Позиција | Сертификат | Албум                            |
| Назив                                                 | Година | САД      | АУС      | АУС 40   | КАН      | НЕМ      | ИР       | ХОЛ      | НЗ       | ШВА      | УК       | Сертификат | Албум                            |
| ----------------------------------------------------- | ------ | -------- | -------- | -------- | -------- | -------- | -------- | -------- | -------- | -------- | -------- | --- | -------------------------------- |
| "Before Your Love"                                    | 2002   | —        | —        | —        | 1        | —        | —        | —        | —        | —        | —        | - Америчко удружење дискографских кућа: Златно - MC: 2× Платина | Није ни на једном албуму         |
| "A Moment Like This"                                  | 2002   | 1        | —        | —        | 1        | —        | —        | —        | —        | —        | —        | - Америчко удружење дискографских кућа: Златно - MC: 2× Платина | Није ни на једном албуму         |
| "Miss Independent"                                    | 2003   | 9        | 3        | 39       | —        | 52       | 11       | 9        | —        | 44       | 6        | - Америчко удружење дискографских кућа: Златно - Аустралијско удружење дискографских кућа: Златно                                                                          | Thankful                         |
| "Low"                                                 | 2003   | 58       | 11       | —        | 2        | —        | —        | —        | —        | —        | 35       | - Аустралијско удружење дискографских кућа: Златно | Thankful                         |
| "The Trouble with Love Is"                            | 2003   | —        | 11       | —        | 25       | 42       | —        | 32       | —        | 62       | 35       | - Аустралијско удружење дискографских кућа: Златно | Thankful                         |
| "Breakaway"                                           | 2004   | 6        | 10       | 8        | 12       | 13       | 12       | 9        | 12       | 14       | 22       | - Америчко удружење дискографских кућа: Златно - Аустралијско удружење дискографских кућа: Златно - BPI: Сребрно - MC: Златно                                              | The Princess Diaries И Breakaway |
| "Since U Been Gone"                                   | 2004   | 2        | 3        | 3        | 2        | 6        | 4        | 4        | 11       | 7        | 5        | - Америчко удружење дискографских кућа: Платина - Аустралијско удружење дискографских кућа: Платина - BPI:Платина - MC: Платина                                            | Breakaway                        |
| "Behind These Hazel Eyes"                             | 2005   | 6        | 6        | 9        | 4        | 16       | 4        | 7        | 7        | 20       | 9        | - Америчко удружење дискографских кућа: Платина - MC: Платина | Breakaway                        |
| "Because of You"                                      | 2005   | 7        | 4        | 3        | 2        | 4        | 5        | 1        | 19       | 1        | 7        | - Америчко удружење дискографских кућа: Платина - Аустралијско удружење дискографских кућа: Златно - BPI: Платина - BVMI: Златно - MC: Златно                              | Breakaway                        |
| "Walk Away"                                           | 2006   | 12       | 27       | 29       | 7        | 30       | 10       | —        | 19       | 58       | 21       | - Америчко удружење дискографских кућа: Златно - MC: Златно | Breakaway                        |
| "Never Again"                                         | 2007   | 8        | 5        | 36       | 8        | 19       | 11       | 23       | 20       | 27       | 9        | - Америчко удружење дискографских кућа: Златно - Аустралијско удружење дискографских кућа: Златно - MC: Златно                                                             | My December                      |
| "Because of You" (Риба Макентајер и Кери Кларксон)    | 2007   | 50       | —        | —        | 36       | —        | —        | —        | —        | —        | —        | | Reba: Duets                      |
| "Sober"                                               | 2007   | —        | —        | —        | —        | —        | —        | —        | —        | —        | —        | | My December                      |
| "One Minute"                                          | 2007   | —        | 36       | —        | —        | —        | —        | —        | —        | —        | —        | | My December                      |
| "Don't Waste Your Time"                               | 2007   | —        | —        | —        | —        | 93       | —        | —        | —        | —        | —        | | My December                      |
| "My Life Would Suck Without You"                      | 2009   | 1        | 5        | 6        | 1        | 6        | 4        | 3        | 11       | 5        | 1        | - Аустралијско удружење дискографских кућа: Платина - BPI: Златно - MC: 2× Платина - RMNZ: Златно                                                                          | All I Ever Wanted                |
| "I Do Not Hook Up"                                    | 2009   | 20       | 9        | 68       | 13       | 55       | 30       | 19       | 31       | —        | 36       | - Аустралијско удружење дискографских кућа: Златно - MC: Златно | All I Ever Wanted                |
| "Already Gone"                                        | 2009   | 13       | 12       | 37       | 15       | 23       | —        | —        | 23       | 15       | 66       | - Аустралијско удружење дискографских кућа: Златно - MC: Златно | All I Ever Wanted                |
| "All I Ever Wanted"                                   | 2010   | 96       | —        | —        | —        | —        | —        | —        | —        | —        | —        | | All I Ever Wanted                |
| "Cry"                                                 | 2010   | —        | —        | —        | —        | —        | —        | —        | —        | —        | —        | | All I Ever Wanted                |
| "Don't You Wanna Stay" (Jason Aldean и Кели Кларксон) | 2010   | 31       | —        | —        | 35       | —        | —        | —        | —        | —        | —        | - Америчко удружење дискографских кућа: 2× Платина | My Kinda Party                   |
| "Mr. Know It All"                                     | 2011   | 10       | 1        | 26       | 11       | 18       | 14       | —        | 8        | 22       | 4        | - Аустралијско удружење дискографских кућа: 3× Платина - BPI: Сребрно - MC: PПлатина - RMNZ: Платина                                                                       | Stronger                         |
| "Stronger (What Doesn't Kill You)"                    | 2012   | 1        | 18       | 6        | 3        | 27       | 4        | —        | 4        | 18       | 8        | - Америчко удружење дискографских кућа: 4× Платина - AАустралијско удружење дискографских кућа: 3× Платина - BPI: Платина - IFPI AUT: Златно - MC: Платина - RMNZ: Платина | Stronger                         |
| "Dark Side"                                           | 2012   | 42       | 56       | —        | 26       | 82       | 42       | —        | —        | —        | 40       | | Stronger                         |
| "Catch My Breath"                                     | 2012   | 19       | 40       | 67       | 22       | 89       | 88       | —        | —        | —        | 51       | | Greatest Hits – Chapter One      |
| "Don't Rush" (Vince Gill и Кели Кларксон)             | 2012   | 87       | —        | —        | 53       | —        | —        | —        | —        | —        | —        | | Greatest Hits – Chapter One      |
| "People Like Us"                                      | 2013   | 65       | 46       | —        | 28       | —        | —        | —        | 25       | —        | 188      | | Greatest Hits – Chapter One      |
| "Tie It Up"                                           | 2013   | —        | —        | —        | 79       | —        | —        | —        | —        | —        | —        | | Није ни на једном албуму         |
| "Underneath the Tree"                                 | 2013   | 78       | —        | 60       | 28       | 43       | 68       | 25       | —        | 73       | 30       | | Wrapped in Red                   |
| "Wrapped in Red"                                      | 2014   | —        | —        | —        | —        | —        | —        | —        | —        | —        | —        | | Wrapped in Red                   |
| "Heartbeat Song"                                      | 2015   | 21       | 29       | 8        | 23       | 16       | 23       | —        | 21       | 24       | 7        | - Америчко удружење дискографских кућа: Платина - Аустралијско удружење дискографских кућа: Златно - BPI: Златно                                                           | Piece by Piece                   |
| "Invincible"                                          | 2015   | —        | —        | —        | —        | —        | —        | —        | —        | —        | 141      | | Piece by Piece                   |
| "Piece by Piece"                                      | 2015   | 8        | 24       | —        | 17       | —        | —        | —        | —        | —        | 27       | | Piece by Piece                   |
| "Love So Soft"                                        | 2017   | 47       | 88       | —        | 73       | —        | —        | —        | —        | —        | 81       | - Америчко удружење дискографских кућа: Златно - MC: Златно | Meaning of Life                  |
| "Move You"                                            | 2017   | —        | —        | —        | —        | —        | —        | —        | —        | —        | —        | | Meaning of Life                  |
| "Christmas Eve"                                       | 2017   | —        | —        | 72       | —        | 64       | —        | —        | —        | —        | —        | | Није ни на једном албуму         |
| "I Don't Think About You"                             | 2018   | —        | —        | —        | —        | —        | —        | —        | —        | —        | —        | | Meaning of Life                  |
| "Heat"                                                | 2018   | —        | —        | —        | —        | —        | —        | —        | —        | —        | —        | | Meaning of Life                  |

### Као гостујући музичар
| Назив                                                                    | Година | Позиција | Позиција | Позиција | Позиција | Сертификат     | Албум                              |
| Назив                                                                    | Година | САД      | ИР       | ХОЛ      | УК       | Сертификат     | Албум                              |
| ------------------------------------------------------------------------ | ------ | -------- | -------- | -------- | -------- | -------------- | ---------------------------------- |
| "PrizeFighter" (Trisha Yearwood и Кели Кларксон)                         | 2014   | —        | —        | —        | —        |                | PrizeFighter: Hit After Hit        |
| "Second Hand Heart" [Ben Haenow и Кели Кларксон)                         | 2015   | —        | 56       | —        | 21       | - BPI: Сребрно | Ben Haenow                         |
| "This Is for My Girls" (among Artists for Let Girls Learn)               | 2016   | —        | —        | —        | —        |                | Није ни на једном албуму           |
| "Softly and Tenderly" (Риба Макентајер, Trisha Yearwood и Кели Кларксон) | 2016   | —        | —        | —        | —        |                | Sing It Now: Songs of Faith & Hope |

### Промотивни синглови
| Назив                                                             | Година | Позиција | Албум                    |
| Назив                                                             | Година | САД      | Албум                    |
| ----------------------------------------------------------------- | ------ | -------- | ------------------------ |
| "Go"                                                              | 2006   | —        | Није ни на једном албуму |
| "Up to the Mountain" (Jeff Beck и Кели Кларксон)                  | 2007   | 56       | Није ни на једном албуму |
| "I'll Be Home for Christmas"                                      | 2011   | 93       | iTunes Session           |
| "Get Up (A Cowboys Anthem)"                                       | 2012   | —        | Нема                     |
| "White Christmas"                                                 | 2013   | —        | Wrapped in Red           |
| "Silent Night" (Риба Макентајер, Trisha Yearwood и Кели Кларксон) | 2013   | —        | Wrapped in Red           |
| "Run Run Run" (John Legend и Кели Кларксон)                       | 2015   | —        | Piece by Piece           |
| "Take You High"                                                   | 2015   | —        | Piece by Piece           |
| "Someone"                                                         | 2015   | —        | Piece by Piece           |
| "River Rose's Magical Lullaby"                                    | 2016   | —        | Није на на једном албуму |
| "It's Quiet Uptown"                                               | 2016   | —        | The Hamilton Mixtape     |
| "Meaning of Life"                                                 | 2017   | —        | Meaning of Life          |
| "I've Loved You Since Forever" (Hoda Kotb и Кели Кларсон)         | 2018   | —        | Није ни на једном албуму |

## Остале песме
| Назив                 | Година | Позиција | Позиција | Албум             |
| Назив                 | Година | САД      | УК       | Албум             |
| --------------------- | ------ | -------- | -------- | ----------------- |
| "If I Can't Have You" | 2009   | —        | —        | All I Ever Wanted |
| "Beautiful Disaster"  | 2011   | —        | 124      | Thankful          |

## Остали пројекти
| Назив                                     | Година | Музичари        | Албум                                 |
| ----------------------------------------- | ------ | --------------- | ------------------------------------- |
| "Respect"                                 | 2002   | Нема            | American Idol: Greatest Moments       |
| "(You Make Me Feel Like) A Natural Woman" | 2002   | Нема            | American Idol: Greatest Moments       |
| "O Holy Night"                            | 2003   | Нема            | American Idol: Great Holiday Classics |
| "Grown Up Christmas List"                 | 2003   | Нема            | American Idol: Great Holiday Classics |
| "Timeless"                                | 2003   | Justin Guarini  | Justin Guarini                        |
| "Trying to Help You Out"                  | 2010   | Ashley Arrison  | Hearts on Parade                      |
| "There's a New Kid in Town"               | 2012   | Blake Shelton   | Cheers, It's Christmas                |
| "Foolish Games"                           | 2013   | Jewel           | Greatest Hits                         |
| "Little Green Apples"                     | 2013   | Роби Вилијамс   | Swings Both Ways                      |
| "In the Basement"                         | 2014   | Martina McBride | Everlasting                           |
| "Pray for Peace"                          | 2015   | Риба Макентајер | Love Somebody                         |
| "All I Ask of You"                        | 2015   | Џош Гробан      | Stages                                |
| "The Cry Inside"                          | 2016   | Нема            | The Secret Scripture                  |
| "Love Goes On"                            | 2017   | Aloe Blacc      | The Shack                             |
| "Oh Holy Night" (Home Holiday Version)    | 2017   | Нема            | Home for the Holidays                 |
| "Christmas Is a Feeling"                  | 2017   | Home cast       | Home for the Holidays                 |
| "Keeping Score"                           | 2018   | Dan + Shay      | Dan + Shay                            |
| "Never Enough"                            | 2018   | Нема            | The Greatest Showman: Reimagined      |
| "Grown-Up Christmas List"                 | 2018   | Pentatonix      | Christmas Is Here!                    |